# زیردریایی یو-۲۲۵
زیردریایی یو-۲۲۵ (به انگلیسی: German submarine U-225) یک زیردریایی بود که طول آن ۶۷٫۱ متر (۲۲۰ فوت ۲ اینچ) بود. این زیردریایی در سال ۱۹۴۲ ساخته شد.